# 东北人民政府
东北人民政府是中华人民共和国成立初期东北大行政区的最高政权机关，1949年8月27日成立。

## 历史
1946年8月，在哈尔滨召开了东北各省代表联席会议，会上选举产生了以林枫为主席的东北行政委员会。1949年8月21至26日，在沈阳召开了东北人民代表会议，东北行政委员会改组为东北人民政府，并选举产生了东北人民政府委员会。8月27日，东北人民政府委员会第一次会议推举为高岗为主席，李富春、林枫、高崇民为副主席。
1953年1月，根据中央人民政府《关于改变大行政区人民政府（军政委员会）机构与任务的决定》，东北行政委员会成立，东北人民政府随之撤销。

## 领导机构
- 主席：高岗
- 副主席：李富春、林枫、高崇民
- 委员：张维桢、杨克冰、张闻天、叶季壮、汪金祥、刘澜波、顾卓新、王一夫、于毅夫、刘亚雄、栗又文、伍修权、车向忱、何长工、王斌、李运昌、韩光、张学思、王鹤寿、周桓、陈龙、朱理治、朱其文、韩天石、朱德海、杜者蘅、罗成德、刘芝明、余光生、王兴让、唐韵超、刘英沅、陈先舟、关俊彦、宁武、李卓然、李国钧、张秀山、冯仲云、何凯丰、李聚奎、贺晋年、高扬、张启龙、靳树梁、刘震、褚应璜、王光伟、郭峰
- 候补委员：钱志道、白希清、乔传珏、王之玺、邓兆祥

## 工作机构
秘书长
- 栗又文（1949年8月－1952年5月）、张明远（1952年5月－1953年1月）

副秘书长
- 王光伟（1949年8月－1952年12月）、方知达（1950年12月－1953年1月）

办公厅
- 主任：林枫（1949年8月－1951年8月）、王光伟（1951年8月－1952年12月）
- 副主任：华明（1951年8月－1953年1月）、高沂（1951年8月－1953年1月）

机关事务管理局
- 局长：韩增胜（1951年9月－1953年1月）
- 副书记：邓禹（1951年9月－1953年1月）、李桂林（1951年9月－1953年1月）

人民经济计划委员会
- 主任：高岗（1949年8月－1950年8月）、顾卓新（代理，1950年8月－1953年1月）
- 副主任：李富春（1949年8月－1950年8月）、林枫（1949年8月－1950年8月）、朱理治（1950年4月－1951年12月）

文化教育委员会
- 主任：李卓然（1950年4月－1953年1月）
- 副主任：车向忱（1950年4月－1953年1月）、刘芝明（1950年4月－1953年1月）、王斌（1950年4月－1953年1月）、董纯才（1950年4月－1952年）、吕振羽（1950年12月－1953年1月）

人民监察委员会
- 主任：林枫（1949年8月－1950年4月）、张秀山（1950年4月－1953年1月）
- 副主任：张明远（1950年4月－1952年7月）、陈伯村（1950年4月－1951年1月）、马辉之（1951年3月－1953年1月）

政法委员会
- 主任：林枫（1952年5月－1953年1月）
- 副主任：高崇民（1952年5月－1953年1月）、汪金祥（1952年5月－1953年1月）、冯仲云（1952年5月－1953年1月）

民政部
- 部长：王一夫（1950年4月－1952年10月）
- 副部长：刘宝田（1950年4月－1953年1月）

公安部
- 部长：汪金祥（1950年4月－1953年1月）

司法部
- 部长：高崇民（1950年4月－1953年1月）
- 副部长：宋广常（1951年3月－1953年1月）

人事部
- 部长：陈伯村（1951年2月－1952年6月）、郭峰（1952年6月－1953年1月）
- 副部长：冯秉天（1951年2月－1953年1月）

财政部
- 部长：顾卓新（1950年4月－1952年5月）、倪伟（1952年5月－12月）
- 副部长：倪伟（1950年4月－1952年5月）、王学明（1950年4月－1953年1月）

商业部
- 部长：王兴让（1949年8月－1950年4月）
- 副部长：易秀湘（1949年8月－1950年4月）

对外贸易部
- 部长：叶季壮（1949年8月－1950年4月）
- 副部长：张化东（1949年8月－1950年4月）

贸易部
- 部长：王兴让（1950年4月－1952年10月）、刘明夫（1952年10月－1953年1月）
- 副部长：张化东（1950年4月－1951年）、黄达（1950年4月－1953年1月）、熊飞（1950年4月－1952年5月）、刘明夫（1952年5月－10月）、赵石（1952年7月－1953年1月）

工业部：
- 位于沈阳市和平区马路湾街心广场西侧一座三层楼的楼上（今和平北大街184号）。主办《东北工业》杂志。抗美援朝战争爆发后机关主体撤退到鹤岗。
- 部长：王首道/陈郁/ 王鹤寿（第二部长1948-1950年， 部长1950年4月－1952年10月）、安志文（代理，1952年10月－1953年1月）
- 副部长：邵式平 /吕东（1950年4月－1953年1月常务，主管业务）、安志文（1950年4月－1952年10月）、乐少华（1950年6月－1952年）、夏耘（1952年5月－1953年1月）
- 秘书长：袁宝华
- 计划处：处长柴树藩/袁宝华，副处长王之玺（从鞍钢上调）、余建亭、赵岚。《生产情况》简报。抗美援朝时负责南满的重点企业向后方搬迁的计划。辖秘书室；工程师室；综合计划室：主任沙平，朱定军、章伯垠、朱镕基（毕业工作不到一年提拔为室副主任）、张正一；机电土建室主任张文，林宗棠、吴其泰。化工轻工室：主任杨俊/袁执中/韦涵光，陈荫镔 陈代琮；煤矿技术室主任刘枫；冶金室主任萧明伟，王守家；杨桦 资料室；统计室主任洪亮；
- 人事处 处长林泽生  日本职工科
- 经理处
- 设计处
- 基建处
- 行政处
- 卫生处
- 专家办公室
- 部长办公室
- 机械局：局长张有萱。计划处长欧阳山尊。沈阳重型、抚顺重型等机械厂、沈阳第一至第五机床厂等
- 化工局：局长余建亭。大连化工厂，还有油脂厂等
- 金矿局 局长刘炳华（新四军三师供给部主任）
- 有色金属工业管理局 1949年1月成立
  - 局长李华
  - 副局长叶和玉、刘柄华、孙鸿儒（管冶炼加工兼冶炼处长）、苑子纪（管计划和矿山兼计划处长）。
  - 计划处副处长铁流，经理处长刘学新，副处长刘洪涛。矿山处处长洪戈，辖采矿科长穆毅、选矿科长李东英兼药剂厂厂长。
  - 夹皮沟金矿，老牛沟金铜矿，石咀子铜矿，夹山金矿，五龙金矿，清源、芙蓉、华铜、马鹿沟、通化二道洋岔、接黎树等铜矿，天宝山、桓仁、青城子、岫岩、八家子铅锌矿，杨家杖子钼矿等十多个有色金属矿山。工厂有沈阳冶炼厂、沈阳矿山机械厂、苏家屯加工厂、葫芦岛锌厂、沈阳药剂厂、抚顺铝厂等。
- 煤矿管理局：副局长孙然（后任局长）。下属抚顺矿务局、本溪矿务局、鸡西矿务局等
- 石油局：抚顺油页岩、抚顺炼油厂、锦州炼油厂、大连炼油厂
- 电工局：沈阳电线厂、电动机厂、变压器厂等
- 轻工业局
- 纺织局
- 建工局
- 军工局/兵工局：原为东北军区军工部。局长乐少华兼， 副局长王逢原、钱志道、范慕韩，材料处长范慕韩，技术处长王立。
  - 中国人民解放军东北军区军工部工业专门学校（东北军工专，成立于1948年4月）/1949年12月更名为沈阳兵工学院/1950年6月改名军工局工业专门学校/1950年10月扩充为东北兵工专门学校。
  - 二一工厂
  - 二三工厂：1949年9月军工部第三(鸡西)办事处改称，下设4个所和9个科室。孙云龙任厂长，梁富民任副厂长，林世超任党委书记。
  - 三一工厂：1949年9月军工部第五(齐齐哈尔)办事处改称
  - 八一工厂：1949年9月建新公司改称。
- 电业总局
- 工业部直属5个钢铁企业：鞍钢（从炼铁、炼钢、轧钢齐全）、本钢（当时决定只负责炼铁）、3个特殊钢厂（大连、北满、富拉尔基）

农林部－农业部
- 部长：杜者蘅（1949年8月－1953年1月）
- 副部长：魏震五（1950年4月－1953年1月）、张克威（1950年4月－1953年1月）

林业部
- 部长：刘培值（代理，1951年8月－1952年5月）、雍文涛（1952年5月－1953年1月）
- 副部长：刘培植（1952年5月－1953年1月）、刘成栋（1951年8月－1952年8月）、张子良（1952年8月－1953年1月）

劳动部
- 部长：唐韵照（1950年4月－1951年）、张维桢（1952年6月－1953年1月）
- 副部长：郗占元（1950年4月－1953年1月）

东北合作事业管委会
- 主任：阎顾行（1950年4月－1953年1月）
- 副主任：陈一帆（1950年4月－1952年）、姜君辰（1950年4月－1953年1月）

公路管理总局
- 局长：连柏生（1950年4月－1953年1月）
- 副局长：孙兴华（1950年4月－1952年）

内河航务局
- 局长：张大成（1951年7月－1953年1月）
- 副局长：华春（1951年7月－1953年1月）、黄家荫（1951年7月－1953年1月）、刘雁来（1951年7月－1953年1月）

文化教育部
- 部长：车向忱（1949年8月－1950年4月）
- 副部长：董纯才（1949年8月－1950年4月）、邹鲁凤（1949年8月－1950年4月）

教育部
- 部长：车向忱（1950年4月－1953年1月）
- 副部长：董纯才（1950年4月－1952年11月）、邹鲁凤（1950年4月－1952年11月）

文化部
- 部长：刘芝明（1950年4月－1953年1月）
- 副部长：罗锋（1950年11月－1953年1月）、陈康白（1950年12月－1951年12月）

卫生部
- 部长：王斌（1949年8月－1953年1月）
- 副部长：戴正华（1949年8月－1953年1月）、白希清（1949年8月－1953年1月）

东北修建委员会
- 主任：栗又文（1950年12月－1953年1月）
- 副主任：方知达（1950年12月－1953年1月）、周秋野（1951年4月－1953年1月）

荣誉军人管理委员会
- 主任：周桓（1949年8月－1950年4月）、刘培植（1950年4月－1951年）
- 副主任：王央公（1950年4月－1951年）

东北物资管理委员会
- 主任：高崇民（1949年8月－）
- 副主任：车向忱（1949年8月－）

新闻局
- 局长：杨赓（1951年8月－1952年6月）

出版局：
- 局长：李文（1951年8月－1952年6月）

新闻出版处
- 处长：姜丕之（1952年11月－1953年1月）

外事局
- 局长：陆曦（1949年8月－）

水利总局
- 局长：魏兆麟（1951年9月－）
- 副局长：刘鹏（1951年9月－）

建筑工程局
- 局长：郭林军（1952年10月－）

粮食部
- 部长：史敏（代理，1952年10月－）
- 副部长：吴俊如（1952年10月－）、叶再元（1952年10月－）

东北邮电管理局
- 局长：陈先舟（1949年8月－）
- 副局长：靳子云（1949年8月－）、孙继述（1949年8月－）、张雁翔（1949年8月－）

东北银行
- 总经理：朱理治（1949年8月－1951年6月）
- 副经理：王企之（1949年8月－1951年6月）、申玉洁（1949年8月－1951年6月）
- 行长：王企之（1951年6月－1952年5月）、王学明（1952年5月－1953年1月）
- 副行长：申玉洁（1951年6月－1953年1月）、丁冬放（1951年6月－1953年1月）

最高人民法院东北分院
- 院长：高崇民（1950年4月－1953年1月）
- 副部长：宋广常（1951年5月－1953年1月）

最高人民检察署东北分署
- 检察长：汪金祥（1950年8月－1953年1月）
- 副检察长：马辉之（1950年8月－1953年1月）、于克（1951年2月－1953年1月）